# Zmarzły Staw Staroleśny
Zmarzły Staw Staroleśny lub Zmarzły Staw pod Graniastą Turnią (słow. Ľadové pleso, Zbojnícke Ľadové pleso, niem. Eissee, Trümmersee, węg. Jeges-tó, Nagy-Tarpataki-Jeges-tó, Omladék-tó) – staw położony na wysokości 2061 m n.p.m., w górnej części Doliny Staroleśnej, w słowackich Tatrach Wysokich. Nazwa pochodzi od tego, że staw jest zamarznięty często do lata. W Tatrach jest kilka wysoko położonych stawów określanych nazwą Zmarzły Staw.
Zmarzły Staw Staroleśny wypełnia dno cyrku lodowcowego. Jego otoczenie to niemal zupełnie pozbawione roślin kamieniste pustkowie. Z otaczających go stromych stoków zsypują się do stawu piargi. Pomiary pracowników TANAP-u z lat 60. XX w. wykazują, że ma on powierzchnię 1,722 ha, wymiary 180 × 135 m i głębokość ok. 17,8 m. Leży na dnie Graniastej Kotliny, u stóp Graniastej i Rówienkowej Turni. Jest to największy staw w grupie 27 Staroleśnych Stawów. Nie prowadzi do niego żaden szlak turystyczny. W pewnej odległości od stawu przechodzi żółty szlak schodzący z Czerwonej Ławki.
Zmarzły Staw Staroleśny otaczają:
- od północnego wschodu Mały Jaworowy Szczyt;
- od zachodu Świstowy Szczyt;
- od północy Graniasta Turnia.